# هيئة الطاقة الذرية الأردنية
هيئة الطاقة الذرية الأردنية هي الجهة الرسمية في الأردن المسؤولة عن التطوير النووي السلمي المتعلق بالطاقة النووية السلمية. تأسست هيئة الطاقة الذرية الأردنية مطلع عام 2008، تنفيذاً للاستراتيجية الوطنية للطاقة النووية.
تهدف الهيئة إلى ضمان قيام الدراسات وتشييد المنشآت النووية وتوفير البنية التحتية وتوجيه الجهد لإقامة المشاريع اللازمة لخدمة الاقتصاد الوطني في مجال تكنولوجيا الطاقة النووية، واستخدامها في المجالات الزراعية والصناعية والطبية وتوليد الطاقة وتحلية المياه وأي أغراض سلمية أخرى، والقيام بمختلف الأعمال العلمية والفنية ذات العلاقة وإنشاء المفاعلات النووية واستغلال اليورانيوم الأردني لتوفير بدائل الطاقة ومصادر المياه، وذلك من خلال تنفيذ البرنامج النووي الأردني للأغراض السلمية.

## عن الهيئة

### الإطار القانوني
في العام 2001أنشأت هيئة الطاقة النووية الأردنية بموجب قانون الطاقة النووية والوقاية الإشعاعية رقم 29 الذي هدف إلى تطوير استخدامات الطاقة النووية والتأكد من توافر شروط ومتطلبات السلامة العامة والوقاية الإشعاعية والأمان النووي وحماية البيئة وصحة الإنسان وممتلكاته من أخطار التلوث والتعرض للإشعاعات النووية. كما هدف القانون إلى توفير البنية التحتية وتوجيه الجهد لإقامة المشاريع اللازمة لخدمة الاقتصاد الوطني في مجال تكنولوجيا الطاقة النووية، واستخدامها في المجالات الزراعية والصناعية والطبية وتوليد الطاقة وتحلية المياه وأي أغراض سلمية أخرى.
في العام 2007 صدر القانون رقم 42 المسمى بقانون الطاقة النووية والذي ينشئ هيئة الطاقة الذرية بهدف نقل الاستخدامات السلمية للطاقة النووية وتكنولوجيا الإشعاع إلى المملكة وتطوير استخدامها وإدامتها، وإقامة المشاريع الاستثمارية لخدمة الاقتصاد الوطني في مجال تكنولوجيا الإشعاع والطاقة النووية واستخدامها لتوليد الطاقة الكهربائية وتحلية المياه وللمجالات الزراعية والصناعية والطبية.

كما صدر القانون رقم 43 المسمى بقانون الوقاية الإشعاعية والأمان والأمن النووي ينشئ هيئة تنظيم العمل الإشعاعي والنووي بهدف تنظيم ومراقبة استخدامات الطاقة النووية والأشعة المؤينة، والعمل على حماية البيئة وصحة الإنسان وممتلكاته من أخطار التلوث والتعرض للإشعاعات المؤينة، بالإضافة إلى التأكد من توافر شروط ومتطلبات السلامة العامة والوقاية الإشعاعية والأمان والأمن النووي.

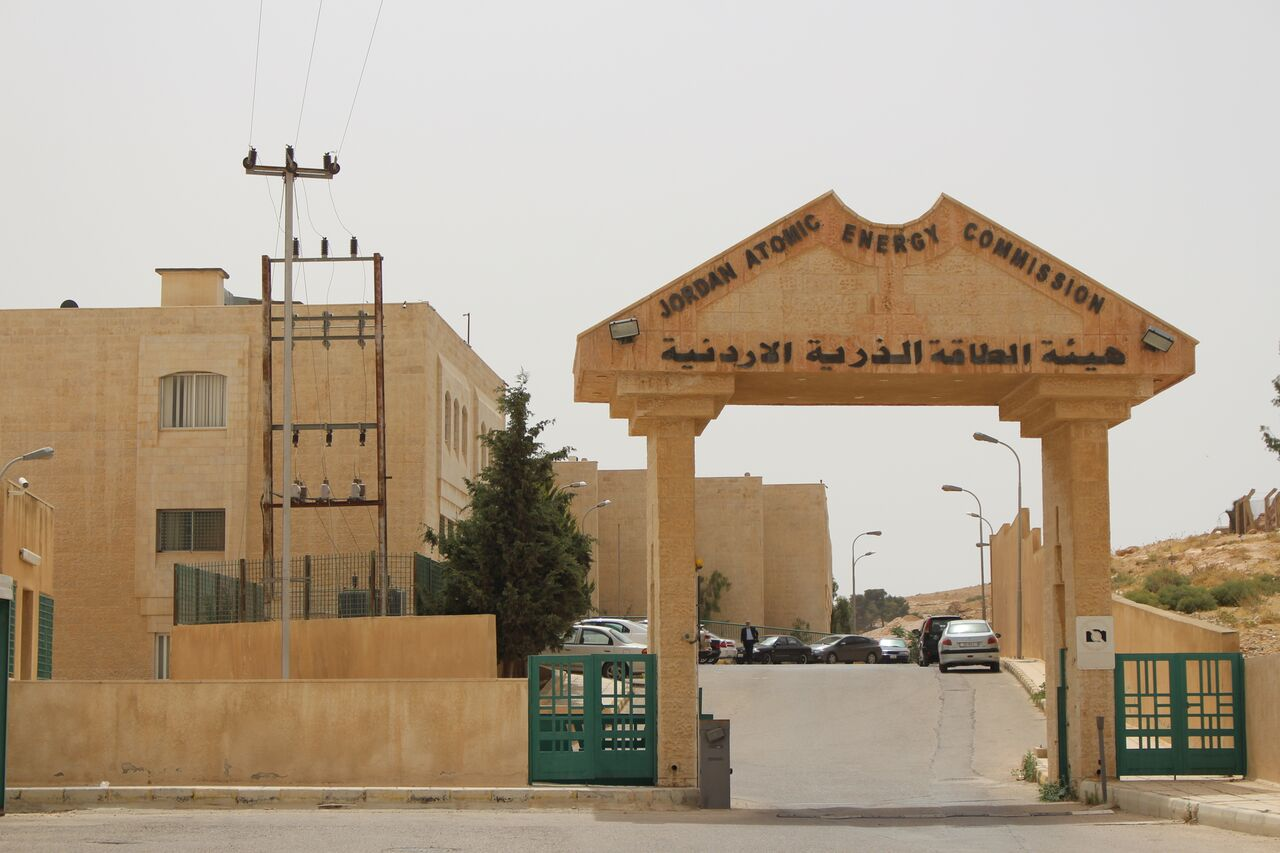
مبنى هيئة الطاقة الذرية الأردنية

وفي العام 2008 صدرت الإرادة الملكية بالموافقة على القانون المعدل لقانون الطاقة النووية لسنة 2008 الذي يقرأ مع القانون رقم (42) لسنة 2007، كما صدرت الإرادة الملكية بالموافقة على القانون المعدل لقانون الوقاية الإشعاعية والأمان والأمن النووي لسنة 2008 الذي يقرأ مع القانون رقم (43) لسنة 2007.

### المفوضين
تتولى مفوضيات هيئة الطاقة الذرية الأردنية تنفيذ المهام والأعمال المنوطة بالهيئة، ويتولى مجلس مفوضي الهيئة تسيير الأمور العامة والإجراءات والمتابعات على الصعيدين المحلي والخارجي. يتكون مجلس مفوضي الهيئة من:
- خالد طوقان، رئيس الهيئة.
- احمد الصباغ، الأمين العام ومفوض مفوضية دورة الوقود النووي.
- سامر قاهوق، مدير المفاعل الأردني للبحوث والتدريب ومفوض مفوضية مفاعلات البحوث النووية.

## البرنامج النووي الأردني

### المفاعل النووي الأردني للبحوث والتدريب (JRTR)
يمثل هذا المفاعل حجر الأساس للبحوث والتدريب في العلوم والتكنولوجيا النووية في الأردن، ويوفر منصة قوية للتدريب والبحث العلمي لطلبة الهندسة النووية والعلوم النووية الأخرى والمهندسين والفنيين 

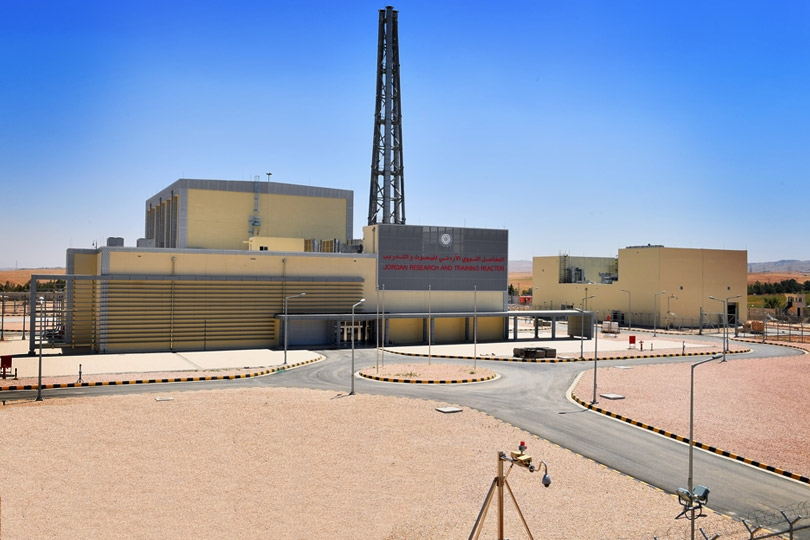
المفاعل النووي الأردني للبحوث والتدريب

لتشغيل المفاعلات النووية وصيانتها وتطويرها ويستخدم لإنتاج النظائر المشعة الطبية والصناعية، ولدعم التطبيقات النووية في مجالات الطب والزراعة والمياه والصناعة على مستوى الأردن والمنطقة. كما يشتمل المفاعل على وحدة التحليل للعناصر باستخدام تقنية التنشيط النيوترني التي تستخدم في تحديد نسب العناصر واعمارها في مجالات الدراسات الاثرية والبيئية وتحليلات علم الجريمة بالإضافة إلى الدراسات الفيزيائية والكيميائية والبيولوجية المختلفة.
يعمل المفاعل النووي البحثي بكفاءات أردنية وتم تشكيل اللجان العلمية المتخصصة لتوسيع قاعدة إستخداماته المختلفة في التعليم والتدريب للطلبة والباحثين في الأردن، كما يستخدم للتدريب والبحث العلمي كمركز إقليمي.
في عام 2017؛ بدأت فترة التشغيل الأولى من  قبل الكوادر الأردنية للتحقق من جميع القياسات والتجارب وإعادة إجراء الحسابات النيوترونية اللازمة وإصدار التقارير المرجعية التي تم تقديمها للسلطة الرقابية في الأردن المتمثلة في هيئة تنظيم قطاع الطاقة والمعادن، وقد تُوجت تلك الجهود بنجاح في شهر تشرين الثاني عام 2017، ومنحت أول رخصة تشغيل لمفاعل نووي أردني حرج ليكون الحجر الأساس لتدريب وتأهيل مختلف الكوادر البشرية في المجالات النووية وليقدم الخدمة نفسها لجميع بلدان المنطقة بوصفه مركز متميز ومتطور في المنطقة.

## مرافق الهيئة

### مركز السنكروترون
أنشأ مركز السنكروترون (SESAME) الواقع في بلدة علان في محافظة البلقاء ليكون أول مركز عالمي للتميز في البحث العلمي في منطقة الشرق الأوسط على غرار المنظمة الأوروبية للبحوث النووية (CERN) في أوروبا، وهو يمثل منظمة حكومية مشتركة بين الدول الأعضاء في المنطقة تحت رعاية اليونسكو، ينتج مسارع المركز ضوء السنكروترون الذي يستخدم في أغراض البحث العلمي والتعليم والتدريب من خلال عدد من حزم الاشعة تشمل الأشعة السينية والأشعة فوق البنفسجية والأشعة تحت الحمراء.

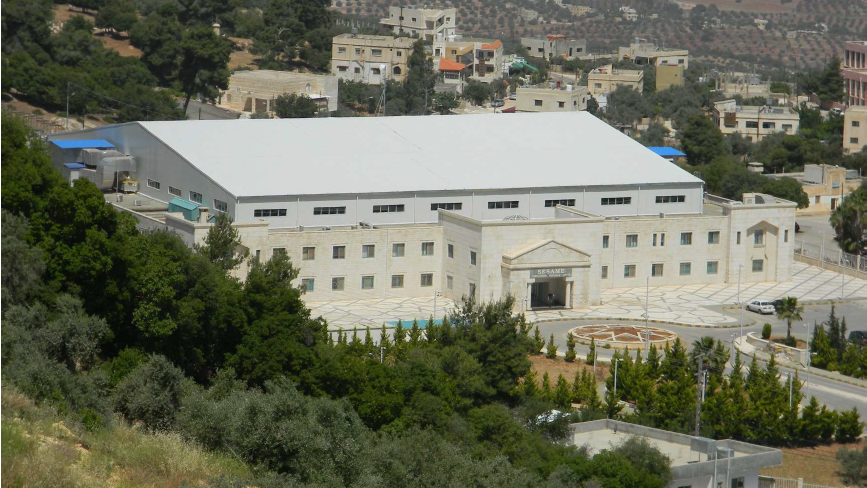
مركز السنكروترون

يشمل التمويل المالي للمركز المساهمات السنوية للدول الأعضاء المشاركة لتغطية النفقات الجارية والمساهمات العينية والدعم للمنح والتدريب والدورات من مجموعة الدول المراقبة التي تشرف على المركز وتشمل؛ فرنسا وألمانيا وإيطاليا واليونان واليابان والبرازيل وإسبانيا والسويد وسويسرا والمملكة المتحدة والبرتغال والكويت والصين والولايات المتحدة الأمريكية والاتحاد الأوروبي، بالإضافة للدعم من المنظمات والمراكز والمؤسسات العالمية مثل منظمة الأمم المتحدة للتربية والعلوم والثقافة (UNESCO) والوكالة الدولية للطاقة الذرية (IAEA) والجمعية اليابانية لدعم العلوم – اليابان (JSPS) وغيرها.

### المشع الجامي

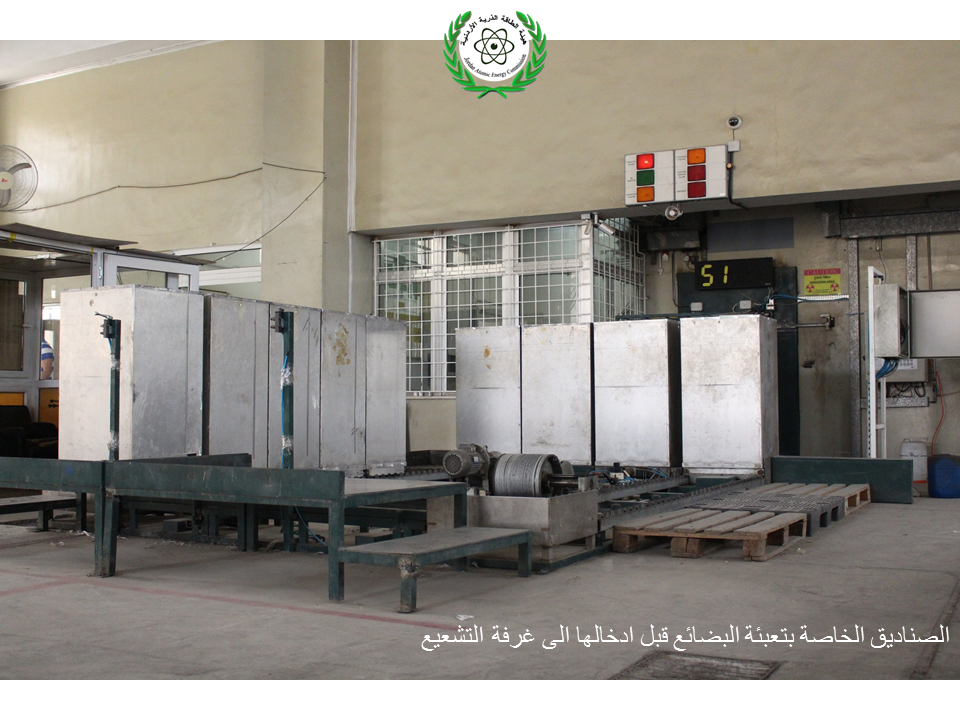
المشع الجامي

دعمت الوكالة الدولية للطاقة الذرية الأردن في مجال التشعيع الجامي من خلال تزويده  في عام 1999 بمشع جامي تجاري بنشاطية إشعاعية تبلغ (100) كيلوكوري، مصمم لتعقيم المستلزمات الطبية والمواد الأولية المختلفة مثل (عبوات قطرات العيون الفارغة وأنابيب مراهم العيون ووحدات غسيل الكلى والكبسولات الجلاتينية الفارغة والصحون المخبرية والقفازات المطاطية ولفائف الحروق والمطاعيم البيطرية ومواد أولية صيدلانية وأعشاب طبية ومواد غذائية كالأعشاب والبهارات والمكسرات، إضافة إلى مواد أولية مثل طين البحر الميت.)، بهدف إدخال التطبيقات السلمية للتكنولوجيا النووية، ورفع مستوى الرعاية الصحية والحد من استخدام غاز أوكسيد الإيثيلين الضار بالبيئة.
ونظراً للطلب المتزايد على التشعيع الجامي من الشركات الصانعة للمستلزمات الطبية، فقد تضمنت خطة تأهيل المشع الجامي عام 2012 رفده بمصدر جديد بنشاطية إشعاعية بلغت (100) كيلوكوري، بحيث أصبحت النشاطية الإشعاعية الكلية 120 كيلوكوري.